# Skytte vid asiatiska spelen 2022
Skytte vid asiatiska spelen 2022 hölls i Fuyang Yinhu Sports Centre i Hangzhou i Kina mellan den 24 september och 1 oktober 2023.

## Program
| ● | 1:a dagen | ● | Finaldagen | K | Kval | F | Final |

| Gren ↓ / Datum →                          | 24:e Sön | 24:e Sön | 25:e Mån | 25:e Mån | 26:e Tis | 26:e Tis | 27:e Ons | 27:e Ons | 28:e Tor | 28:e Tor | 29:e Fre | 29:e Fre | 30:e Lör | 30:e Lör | 1:a Sön |   |
| ----------------------------------------- | -------- | -------- | -------- | -------- | -------- | -------- | -------- | -------- | -------- | -------- | -------- | -------- | -------- | -------- | ------- | - |
| Herrarnas 10 m luftpistol                 |          |          |          |          |          |          |          |          | K        | F        |          |          |          |          |         |   |
| Herrarnas 10 m luftpistol, lag            |          |          |          |          |          |          |          |          | F        | F        |          |          |          |          |         |   |
| Herrarnas 25 m snabbpistol                | ●        | ●        | ●        | ●        |          |          |          |          |          |          |          |          |          |          |         |   |
| Herrarnas 25 m snabbpistol, lag           | ●        | ●        | ●        | ●        |          |          |          |          |          |          |          |          |          |          |         |   |
| Herrarnas 10 m luftgevär                  |          |          | K        | F        |          |          |          |          |          |          |          |          |          |          |         |   |
| Herrarnas 10 m luftgevär, lag             |          |          | F        |          |          |          |          |          |          |          |          |          |          |          |         |   |
| Herrarnas 50 m gevär, tre positioner      |          |          |          |          |          |          |          |          |          |          | K        | F        |          |          |         |   |
| Herrarnas 50 m gevär, tre positioner, lag |          |          |          |          |          |          |          |          |          |          | K        | F        |          |          |         |   |
| Herrarnas 10 m running target             |          |          | F        |          |          |          |          |          |          |          |          |          |          |          |         |   |
| Herrarnas 10 m running target, lag        |          |          | F        |          |          |          |          |          |          |          |          |          |          |          |         |   |
| Herrarnas 10 m running target mixed       |          |          |          |          | F        |          |          |          |          |          |          |          |          |          |         |   |
| Herrarnas 10 m running target mixed, lag  |          |          |          |          | F        |          |          |          |          |          |          |          |          |          |         |   |
| Herrarnas skeet                           |          |          |          |          | ●        | ●        | ●        | ●        |          |          |          |          |          |          |         |   |
| Herrarnas skeet, lag                      |          |          |          |          | ●        | ●        | ●        | ●        |          |          |          |          |          |          |         |   |
| Herrarnas trap                            |          |          |          |          |          |          |          |          |          |          |          |          | ●        | ●        | ●       | ● |
| Herrarnas trap, lag                       |          |          |          |          |          |          |          |          |          |          |          |          | ●        | ●        | ●       | ● |
| Damernas 10 m luftpistol                  |          |          |          |          |          |          |          |          |          |          | K        | F        |          |          |         |   |
| Damernas 10 m luftpistol, lag             |          |          |          |          |          |          |          |          |          |          | F        | F        |          |          |         |   |
| Damernas 25 m pistol                      |          |          |          |          | ●        | ●        | ●        | ●        |          |          |          |          |          |          |         |   |
| Damernas 25 m pistol, lag                 |          |          |          |          | ●        | ●        | ●        | ●        |          |          |          |          |          |          |         |   |
| Damernas 10 m luftgevär                   | K        | F        |          |          |          |          |          |          |          |          |          |          |          |          |         |   |
| Damernas 10 m luftgevär, lag              | F        |          |          |          |          |          |          |          |          |          |          |          |          |          |         |   |
| Damernas 50 m gevär, tre positioner       |          |          |          |          |          |          | K        | F        |          |          |          |          |          |          |         |   |
| Damernas 50 m gevär, tre positioner, lag  |          |          |          |          |          |          | K        | F        |          |          |          |          |          |          |         |   |
| Damernas 10 m running target              |          |          | F        |          |          |          |          | F        |          |          |          |          |          |          |         |   |
| Damernas 10 m running target, lag         |          |          | F        |          |          |          |          | F        |          |          |          |          |          |          |         |   |
| Damernas skeet                            |          |          |          |          | ●        | ●        | ●        | ●        |          |          |          |          |          |          |         |   |
| Damernas skeet, lag                       |          |          |          |          | ●        | ●        | ●        | ●        |          |          |          |          |          |          |         |   |
| Damernas trap                             |          |          |          |          |          |          |          |          |          |          |          |          | ●        | ●        | ●       | ● |
| Damernas trap, lag                        |          |          |          |          |          |          |          |          |          |          |          |          | ●        | ●        | ●       | ● |
| Mixad 10 m luftpistol, lag                |          |          |          |          |          |          |          |          |          |          |          |          | K        | F        |         |   |
| Mixad 10 m luftgevär, lag                 |          |          |          |          | K        | F        |          |          |          |          |          |          |          |          |         |   |
| Mixad skeet, lag                          |          |          |          |          |          |          |          |          | K        | F        |          |          |          |          |         |   |

## Medaljörer

### Herrar
| Gren                            | Guld                                                                      | Silver                                                            | Brons                                                                       |
| 10 m luftpistol                 | Phạm Quang Huy Vietnam                                                    | Lee Won-ho Sydkorea                                               | Svechnikov Vladimir Uzbekistan                                              |
| 10 m luftpistol, lag            | Indien Sarabjot Singh Cheema Arjun Singh Shiva Narwal                     | Kina Liu Jinyao Xie Yu Zhang Bowen                                | Vietnam Lại Công Minh Phạm Quang Huy Phan Công Minh                         |
| 25 m snabbpistol                | Li Yuehong Kina                                                           | Liu Yangpan Kina                                                  | Nikita Chiryukin Kazakstan                                                  |
| 25 m snabbpistol, lag           | Kina Li Yuehong Liu Yangpan Wang Xinjie                                   | Sydkorea Kim Seo-jun Lee Gun-hyeok Song Jong-ho                   | Indien Adarsh Singh Anish Bhanwala Vijavyeer Sidhu                          |
| 10 m luftgevär                  | Sheng Lihao Kina                                                          | Park Ha-jun Sydkorea                                              | Aishwary Pratap Singh Tomar Indien                                          |
| 10 m luftgevär, lag             | Indien Divyansh Singh Panwar Rudrankksh Patil Aishwary Pratap Singh Tomar | Sydkorea Kim Sang-do Nam Tae-yun Park Ha-jun                      | Kina Du Linshu Sheng Lihao Yu Haonan                                        |
| 50 m gevär, tre positioner      | Du Linshu Kina                                                            | Aishwary Pratap Singh Tomar Indien                                | Tian Jiaming Kina                                                           |
| 50 m gevär, tre positioner, lag | Indien Aishwary Pratap Singh Tomar Akhil Sheoran Swapnil Kusale           | Kina Tian Jiaming Yu Hao Du Linshu                                | Sydkorea Mo Dai-seong Kim Jong-hyun Kim Sang-do                             |
| 10 m running target             | Muhammad Sejahtera Dwi Putra Indonesien                                   | Ngô Hữu Vượng Vietnam                                             | Jeong You-jin Sydkorea                                                      |
| 10 m running target, lag        | Sydkorea Kwak Yong-bin Ha Kwang-chul Jeong You-jin                        | Nordkorea Kwon Kwang-il Pak Myong-won Yu Song-jun                 | Indonesien Muhammad Badri Akbar Muhammad Sejahtera Dwi Putra Irfandi Julio  |
| 10 m running target mixed       | Muhammad Sejahtera Dwi Putra Indonesien                                   | Kwon Kwang-il Nordkorea                                           | Jeong You-jin Sydkorea                                                      |
| 10 m running target mixed, lag  | Sydkorea Kwak Yong-bin Ha Kwang-chul Jeong You-jin                        | Kazakstan Bakhtiyar Ibrayev Andrey Khudyakov Assadbek Nazirkulyev | Indonesien Muhammad Badri Akbar Muhammad Sejahtera Dwi Putra Irfandi Julio  |
| Trap                            | Qi Ying Kina                                                              | Talal Al-Rashidi Kuwait                                           | Kynan Chenai Indien                                                         |
| Trap, lag                       | Indien Prithviraj Tondaiman Zoravar Singh Sandhu Kynan Chenai             | Kuwait Abdulrahman Al-Faihan Talal Al-Rashidi Khaled Al-Mudhaf    | Kina Wang Yuhao Qi Ying Guo Yuhao                                           |
| Skeet                           | Abdullah Al-Rashidi Kuwait                                                | Anantjeet Singh Naruka Indien                                     | Nasser Al-Attiyah Qatar                                                     |
| Skeet, lag                      | Kina Wu Yunxuan Liu Jiangchi Han Xu                                       | Qatar Nasser Al-Attiyah Rashid Saleh Hamad Masoud Saleh Al-Athba  | Indien Anantjeet Singh Naruka Gurjoat Siingh Khangura Angad Vir Singh Bajwa |

### Damer
| Gren                            | Guld                                                  | Silver                                                               | Brons                                                                      |
| 10 m luftpistol                 | Palak Gulia Indien                                    | Esha Singh Indien                                                    | Kishmala Talat Pakistan                                                    |
| 10 m luftpistol, lag            | Kina Zhao Nan Li Xue Jiang Ranxin                     | Indien Divya T. S. Esha Singh Palak Gulia                            | Kinesiska Taipei Yu Ai-wen Wu Chia-ying Liu Heng-yu                        |
| 25 m pistol                     | Liu Rui Kina                                          | Esha Singh Indien                                                    | Yang Ji-in Sydkorea                                                        |
| 25 m pistol, lag                | Indien Rhythm Sangwan Manu Bhaker Esha Singh          | Kina Liu Rui Feng Sixuan Zhao Nan                                    | Sydkorea Sim Eun-ji Kim La-na Yang Ji-in                                   |
| 10 m luftgevär                  | Huang Yuting Kina                                     | Han Jiayu Kina                                                       | Ramita Jindal Indien                                                       |
| 10 m luftgevär, lag             | Kina Han Jiayu Huang Yuting Wang Zhilin               | Indien Ramita Jindal Ashi Chouksey Mehuli Ghosh                      | Mongoliet Gankhuyag Nandinzaya Oyuunbatyn Yesügen Narantuya Chuluunbadrakh |
| 50 m gevär, tre positioner      | Sift Kaur Samra Indien                                | Zhang Qiongyue Kina                                                  | Ashi Chouksey Indien                                                       |
| 50 m gevär, tre positioner, lag | Kina Zhang Qiongyue Xia Siyu Han Jiayu                | Indien Sift Kaur Samra Manini Kaushik Ashi Chouksey                  | Sydkorea Lee Kye-rim Bae Sang-hee Lee Eun-seo                              |
| 10 m running target             | Zukhra Irnazarova Kazakstan                           | Ri Ji-ye Nordkorea                                                   | Paek Ok-sim Nordkorea                                                      |
| 10 m running target, lag        | Nordkorea Ri Ji-ye Pang Myong-hyang Paek Ok-sim       | Kazakstan Alexandra Saduakassova Zukhra Irnazarova Fatima Irnazarova | Indonesien Rica Nensi Perangin Angin Nourma Try Indriani Feny Bachtiar     |
| Trap                            | Zhang Xinqiu Kina                                     | Wu Cuicui Kina                                                       | Mariya Dmitriyenko Kazakstan                                               |
| Trap, lag                       | Kina Zhang Xinqiu Wu Cuicui Li Qingnian               | Indien Preeti Rajak Manisha Keer Rajeshwari Kumari                   | Kazakstan Anastassiya Prilepina Aizhan Dosmagambetova Mariya Dmitriyenko   |
| Skeet                           | Jiang Yiting Kina                                     | Gao Jinmei Kina                                                      | Assem Orynbay Kazakstan                                                    |
| Skeet, lag                      | Kazakstan Zoya Kravchenko Assem Orynbay Olga Panarina | Kina Gao Jinmei Huang Sixue Jiang Yiting                             | Thailand Isarapa Imprasertsuk Sutiya Jiewchaloemmit Nutchaya Sutarporn     |

### Mixat
| Gren                 | Guld                                      | Silver                                           | Brons                                      |
| 10 m luftpistol, lag | Kina Zhang Bowen Jiang Ranxin             | Indien Divya T. S. Sarabjot Singh                | Sydkorea Lee Wonho Kim Bomi                |
| 10 m luftpistol, lag | Kina Zhang Bowen Jiang Ranxin             | Indien Divya T. S. Sarabjot Singh                | Iran Hanieh Rostamian Amir Joharikhu       |
| 10 m luftgevär, lag  | Kina Sheng Lihao Huang Yuting             | Uzbekistan Javokhir Sokhibov Mukhtasar Tokhirova | Kazakstan Alexandra Le Islam Satpayev      |
| 10 m luftgevär, lag  | Kina Sheng Lihao Huang Yuting             | Uzbekistan Javokhir Sokhibov Mukhtasar Tokhirova | Sydkorea Lee Eun-seo Park Ha-jun           |
| Skeet, lag           | Kazakstan Assem Orynbay Eduard Yechshenko | Kuwait Eman Al Shamaa Abdullah Al-Rashidi        | Kina Jiang Yiting Liu Jiangchi             |
| Skeet, lag           | Kazakstan Assem Orynbay Eduard Yechshenko | Kuwait Eman Al Shamaa Abdullah Al-Rashidi        | Qatar Reem Al-Sharshani Rashid Saleh Hamad |

## Medaljtabell
*   Värdland ( Kina)
| Nr                   | Nation               | Guld | Silver | Brons | Totalt |
| -------------------- | -------------------- | ---- | ------ | ----- | ------ |
| 1                    | Kina*                | 16   | 9      | 4     | 29     |
| 2                    | Indien               | 7    | 9      | 6     | 22     |
| 3                    | Kazakstan            | 3    | 2      | 5     | 10     |
| 4                    | Sydkorea             | 2    | 4      | 8     | 14     |
| 5                    | Indonesien           | 2    | 0      | 3     | 5      |
| 6                    | Nordkorea            | 1    | 3      | 1     | 5      |
| 7                    | Kuwait               | 1    | 3      | 0     | 4      |
| 8                    | Vietnam              | 1    | 1      | 1     | 3      |
| 9                    | Qatar                | 0    | 1      | 2     | 3      |
| 10                   | Uzbekistan           | 0    | 1      | 1     | 2      |
| 11                   | Iran                 | 0    | 0      | 1     | 1      |
| 11                   | Kinesiska Taipei     | 0    | 0      | 1     | 1      |
| 11                   | Mongoliet            | 0    | 0      | 1     | 1      |
| 11                   | Pakistan             | 0    | 0      | 1     | 1      |
| 11                   | Thailand             | 0    | 0      | 1     | 1      |
| Totalt (15 nationer) | Totalt (15 nationer) | 33   | 33     | 36    | 102    |

## Deltagande nationer
Totalt 675 idrottare från 36 nationer tävlade i skytte vid asiatiska spelen 2022:
- Bahrain (22)
- Bangladesh (22)
- Bhutan (2)
- Filippinerna (16)
- Förenade arabemiraten (11)
- Hongkong (2)
- Indien (33)
- Indonesien (33)
- Iran (27)
- Japan (27)
- Jemen (2)
- Jordanien (6)
- Kazakstan (47)
- Kina  (42)
- Kinesiska Taipei (24)
- Kirgizistan (4)
- Kuwait (25)
- Laos (3)
- Libanon (6)
- Macao (12)
- Malaysia (18)
- Maldiverna (8)
- Mongoliet (27)
- Nepal (2)
- Nordkorea (12)
- Oman (11)
- Pakistan (18)
- Qatar (41)
- Saudiarabien (12)
- Singapore (19)
- Sydkorea (47)
- Tadzjikistan (4)
- Thailand (37)
- Uzbekistan (11)
- Vietnam (31)
- Östtimor (2)